# Sky Tower (Abu Dhabi)
Sky Tower  é um arranha-céu com 83 andares em construção em Abu Dhabi, Emirados Árabes Unidos. Será usado como escritório e como residencial. Terá 379 metros de altura,